# Anapidae
Anapidae Simon, 1895 è una famiglia di ragni appartenente all'infraordine Araneomorphae.

## Caratteristiche
La famiglia è composta da specie di piccole dimensioni, raramente più lunghe di due millimetri; in alcune specie, quali Pseudanapis parocula i pedipalpi della femmina sono ridotti a dei moncherini sull'anca.
Gli anapidi generalmente vivono fra le foglie e il muschio prospicienti il terreno delle foreste pluviali. La ragnatela, di forma sferoidale, ha un diametro minore di tre centimetri. Gli occhi sono molto piccoli, il corpo per lo più è di colore rossastro scuro e molto compatto; la pleura è sclerotizzata.

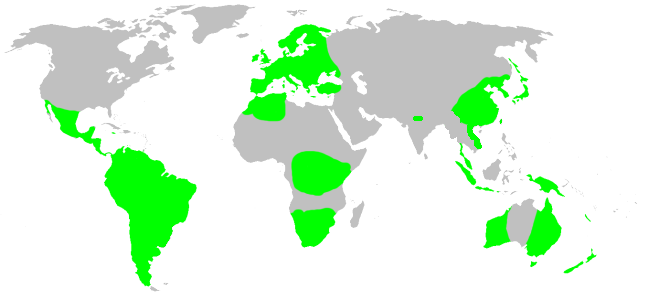
Anapidae, distribuzione

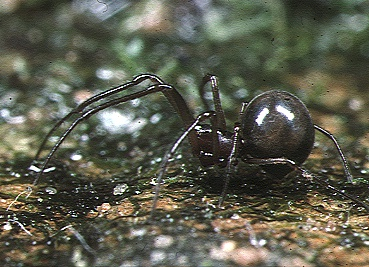
Conculus lyugadinus, femmina

## Distribuzione
Buona parte dei generi è diffusa in Nuova Zelanda, Australia e Africa. Alcuni in Giappone, Cina e Corea. Solo Comaroma simoni e le tre specie del genere Zangherella sono diffuse in Europa. Infine Gertschanapis shantzi e Comaroma mendocino vivono negli USA.

## Tassonomia
Considerazioni morfologiche e analisi approfondite espresse in un lavoro degli aracnologi Lopardo, Giribet & Hormiga del 2010, verificate recentemente, hanno consentito nel 2017 il trasferimento nelle Anapidae dei generi dell'ex-famiglia Micropholcommatidae
Un recente lavoro, Dimitrov et al., 2017, ha valutato approfonditamente gli esemplari del genere Holarchaea e quelli della ex-famiglia Micropholcommatidae, stabilendone la sinonimizzazione nella famiglia Anapidae.
Attualmente, a novembre 2020, si compone di 58 generi e 233 specie:
1. Acrobleps Hickman, 1979 - Tasmania[4]
2. Algidiella Rix & Harvey, 2010 (Micropholcommatinae) — Isole Auckland
3. Anapis Simon, 1895 — America centrale e meridionale
4. Anapisona Gertsch, 1941 — America centrale e meridionale
5. Austropholcomma Rix & Harvey, 2010 (Micropholcommatinae) — Tasmania, Australia occidentale
6. Borneanapis Snazell, 2009 — Borneo
7. Caledanapis Platnick & Forster, 1989 — Nuova Caledonia
8. Chasmocephalon O. P-Cambridge, 1889 — Australia
9. Comaroma Bertkau, 1889 — Europa, USA, Cina, Corea, Giappone
10. Conculus Komatsu, 1940 — Nuova Guinea, Corea, Giappone
11. Crassanapis Platnick & Forster, 1989 — Cile, Argentina
12. Crozetulus Hickman, 1939 — Africa
13. Dippenaaria Wunderlich, 1995 — Sudafrica
14. Elanapis Platnick & Forster, 1989 — Cile
15. Enielkenie Ono, 2007 — Taiwan
16. Eperiella Rix & Harvey, 2010 (Micropholcommatinae) — Tasmania, Cile
17. Epigastrina Rix & Harvey, 2010 (Micropholcommatinae) — Tasmania
18. Eterosonycha Butler, 1932 (Micropholcommatinae) — Australia
19. Forsteriola Brignoli, 1981 — Africa
20. Gaiziapis Miller, Griswold & Yin, 2009 — Cina
21. Gertschanapis Platnick & Forster, 1990 — USA
22. Gigiella Rix & Harvey, 2010 (Micropholcommatinae) — Tasmania, Cile, Victoria (Australia)
23. Guiniella Rix & Harvey, 2010 (Micropholcommatinae) — Nuova Guinea
24. Hickmanapis Platnick & Forster, 1989 — Tasmania
25. Holarchaea Forster, 1955 (Holarchaeinae) — Nuova Zelanda e Tasmania
26. Mandanapis Platnick & Forster, 1989 — Nuova Caledonia
27. Maxanapis Platnick & Forster, 1989 — Australia
28. Metanapis Brignoli, 1981 — Africa, Nepal
29. Micropholcomma Crosby & Bishop, 1927 (Micropholcommatinae) — Australia
30. Minanapis Platnick & Forster, 1989 — Cile, Argentina
31. Montanapis Platnick & Forster, 1989 — Nuova Caledonia
32. Normplatnicka Rix & Harvey, 2010 (Micropholcommatinae) — Queensland, Nuovo Galles del Sud, Australia occidentale, Cile
33. Nortanapis Platnick & Forster, 1989 — Australia
34. Novanapis Platnick & Forster, 1989 — Nuova Zelanda
35. Octanapis Platnick & Forster, 1989 — Australia
36. Olgania Hickman, 1979 (Micropholcommatinae) — Australia
37. Paranapis Platnick & Forster, 1989 — Nuova Zelanda
38. Pateliella Rix & Harvey, 2010 (Micropholcommatinae) — Isola Lord Howe
39. Pecanapis Platnick & Forster, 1989 — Cile
40. Pseudanapis Simon, 1905 — America centrale e meridionale, Africa, Asia meridionale, Nuova Guinea, Hong Kong
41. Pua Forster, 1959 (Micropholcommatinae) — Nuova Zelanda
42. Queenslanapis Platnick & Forster, 1989 — Australia
43. Raveniella Rix & Harvey, 2010 (Micropholcommatinae) — Tasmania, Queensland, Australia occidentale
44. Rayforstia Rix & Harvey, 2010 (Micropholcommatinae) — Nuova Zelanda, Queensland, Isole Campbell
45. Risdonius Hickman, 1939 — Australia
46. Sheranapis Platnick & Forster, 1989 — Cile
47. Sinanapis Wunderlich & Song, 1995 — Cina
48. Sofanapis Platnick & Forster, 1989 — Cile
49. Spinanapis Platnick & Forster, 1989 — Australia
50. Taliniella Rix & Harvey, 2010 (Micropholcommatinae) — Nuova Zelanda
51. Taphiassa Simon, 1880[5] (Micropholcommatinae) - Nuova Caledonia
52. Tasmanapis Platnick & Forster, 1989 — Tasmania
53. Teutoniella Brignoli, 1981 (Micropholcommatinae) — Brasile, Cile
54. Tinytrella Rix & Harvey, 2010 (Micropholcommatinae) — Nuova Zelanda
55. Tricellina Forster & Platnick, 1989 (Micropholcommatinae) — Cile
56. Victanapis Platnick & Forster, 1989 — Australia
57. Zangherella Caporiacco, 1949 — Mediterraneo
58. Zealanapis Platnick & Forster, 1989 — Nuova Zelanda